# 妖怪絵巻
妖怪絵巻（ようかいえまき）とは日本で作られた妖怪を主題として描かれた絵巻物の総称。平安時代から江戸時代にかけて多くの種類の作品が確認されている。
付喪神絵巻や百鬼夜行絵巻（真珠庵所蔵・重要文化財）など物語や一定の場面を描いたものは、美術品としても有名である。
江戸時代になると、妖怪の絵に名称を記した妖怪分類絵巻とも言うべきもの、また妖怪の絵にそれに付随する説話（情報）を添えた絵巻も作られるようになった。各時代の妖怪資料のひとつとして貴重である。

## 主な妖怪絵巻

### 物語
- 『付喪神絵巻』（室町時代頃）
- 『百鬼夜行絵巻』（室町時代―江戸時代）

### 分類
- 『化物之繪（英語版）』[2]（江戸前期）米・ブリガム・ヤング大学
- 『百怪図巻』（1737年）
- 『化け物尽くし絵巻』（1820年）
- 『百鬼夜行絵巻 (松井文庫)』（1832年）
- 『怪奇談絵詞』（幕末 - 明治）
- 『怪奇鳥獣図巻』（江戸時代）『山海経』に記されているものを絵巻物として描いている
- 『ばけ物つくし帖』（幕末 - 明治）　横とじ冊子形式の画帳

### 説話
- 『蕪村妖怪絵巻』（1754年頃）
- 『土佐お化け草紙』（江戸時代中期 - 後期）
- 『ばけもの絵巻』（明治）